# Chrysalis Records
Chrysalis Records (укр. Криселіс Рекордс; від англ. Chrysalis — лялечка) — британський лейбл звукозапису, заснований 1969 року.
Засновниками лейблу стали музичні менеджери Кріс Райт та Террі Елліс, підопічними яких, зокрема, були гурти Ten Years After та Jethro Tull. 1968 року вони домовились із керівництвом звукозаписної компанії Island Records, що якщо протягом трьох років пісні або альбоми їхніх клієнтів десять разів потраплять до десятки найкращих записів в національних чартах, то вони отримають власний інді-лейбл. Поставленої мети вдалося досягнути не через три роки, а вже через рік, і 1969 року було створено лейбл Chrysalis Records. Його назва «Криселіс» означала лялечку, і на логотипі також був зображений метелик, проте насправді «Криселіс» — це поєднання імен та прізвищ засновників лейблу «Кріс» та «Елліс».
Протягом 1970-х років на лейблі виходили записи Jethro Tull, Ten Years After, Steeleye Span, Френкі Міллера, Procol Harum, Лео Сеєра, Generation X, Blondie, Ніка Гілдера, Біллі Айдола та багатьох інших рок- та панк-рок-виконавців. Chrysalis Records намагалися підписати контракт з Sex Pistols, але їхня фінансова пропозиція виявилася недостатньо привабливою і відомий панк-роковий гурт уклав угоду з EMI. Розповсюдженням записів лейблу в США спочатку опікувалася компанія Warner Records, але пізніше Chrysalis відкрили власне відділення за океаном.
На початку 1980-х років Chrysalis Records були одним з провідних лейблів, маючи у своєму каталозі британські гурти Ultravox, Spandau Ballet, американських виконавиць Деббі Гаррі, Пет Бенатар та гурт Huey Lewis and the News. Проте в середині 1980-х років компанія втратила провідні позиції, партнерство Райта та Елліса було припинено, і керувати Chrysalis Records залишився Кріс Райт. 1989 року корпорація EMI викупила половину лейблу (ціна склала 79 млн доларів), а ще за півтора року отримала повний контроль над Chrysalis Records, зробивши його частиною EMI UK. Під керівництвом EMI на лейблі виходили записи Шинейд О'Коннор, World Party, The Proclaimers та Роббі Вільямса. Також на імпринті Cooltempo, який видавав записи танцювальної музики, виходили альбоми Кенні Томаса та Arrested Development. Згодом Chrysalis було перейменовано на EMI: Chrysalis, а пізніше лейбл став частиною дочірньої компанії EMI Virgin Records. Щодо співзасновника лейблу Кріса Райта, після продажу Chrysalis Records він заснував компанію Chrysalis Group.
Починаючи з 2000-х років лейбл звукозапису Chrysalis Records був неактивним. Його роботу було відновлено після того, як 2016 року його придбала компанія Blue Raincoat Music, що надавала послуги менеджменту артистів. 2020 року на Chrysalis Records вийшли перші нові записи після двадцятирічної перерви.